# Kleinkantschil
Der Kleinkantschil (Tragulus kanchil) ist eine Säugetierart aus der Familie der Hirschferkel (Tragulidae) und ist, zusammen mit anderen Vertretern der Gattung Tragulus, der kleinste Paarhufer der Welt. Er ist in Südostasien beheimatet.

## Beschreibung
Kleinkantschile erreichen eine Kopfrumpflänge von 45 bis 55 Zentimetern, eine Schulterhöhe von 20 bis 25 Zentimetern und ein Gewicht von 1,5 bis 2,5 Kilogramm. Der Schwanz wird nur rund 5 Zentimeter lang.
Ihr Fell ist an der Oberseite graubraun gefärbt, oft mit einem orangefarbenen Farbstich. Die Unterseite und das Kinn sind weiß. Der Kopf ist zugespitzt, die schwarze Nase ist unbehaart und die Augen sind sehr groß. Ihr Körperbau ist rundlich und nach hinten hin ansteigend, die Beine wirken im Gegensatz zum Körper auffallend zierlich. Wie alle Hirschferkel haben sie kein Geweih und keine Hörner, dafür sind die oberen Eckzähne insbesondere beim Männchen stoßzahnartig vergrößert und ragen aus dem Maul heraus.

## Verbreitung und Lebensraum
Das Verbreitungsgebiet des Kleinkantschils reicht vom südlichen China (Yunnan) bis zur Malaiischen Halbinsel und zu den Inseln Sumatra und Borneo sowie kleineren vorgelagerten Inseln. Sein Lebensraum besteht aus mit dichtem Unterholz bestandenen Wäldern, meist in der Nähe von Gewässern.
Der auf Java endemische Java-Kantschil (Tragulus javanicus) wurde als eigenständige Art abgetrennt.

## Lebensweise

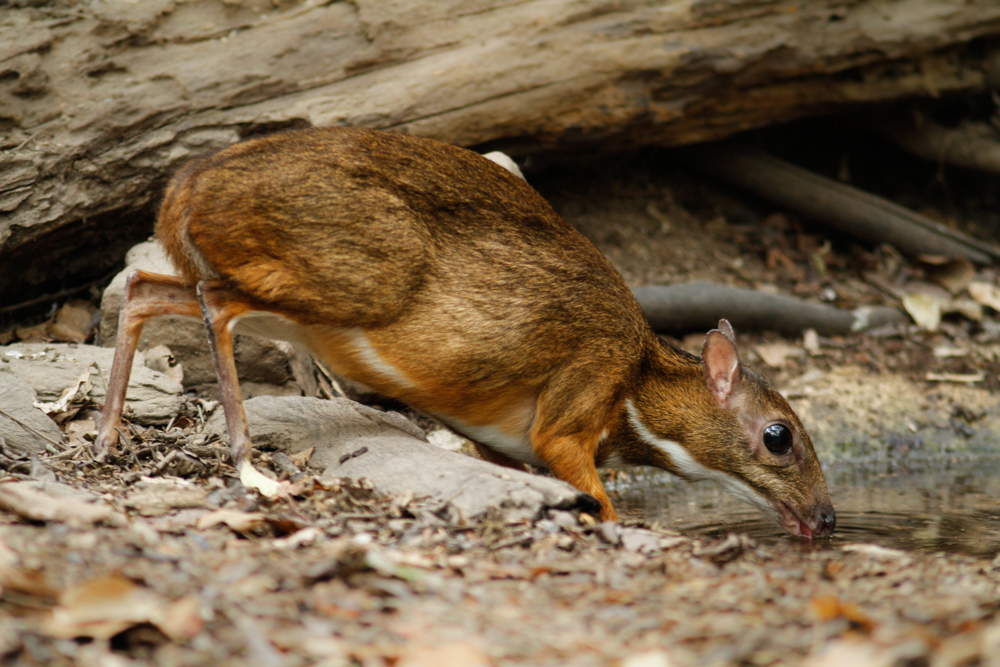
Trinkendes Kleinkantschil

Kleinkantschile sind sehr scheue, zurückgezogen lebende Tiere, die vorwiegend in der Nacht aktiv sind. Tagsüber schlafen sie in Felsspalten oder hohlen Baumstämmen. In der Nacht begeben sie sich auf Nahrungssuche, wozu sie tunnelartige Pfade durch das Dickicht anlegen.
Zum Sozialverhalten gibt es unterschiedliche Beobachtungen, sowohl von Tieren, die einzelgängerisch leben, als auch von monogamen Paaren. Es sind ausgesprochen territoriale Tiere, wobei Männchen ein Streifgebiet von rund 12 Hektar und Weibchen von rund 8,5 Hektar haben. Zur Verständigung werden Markierungen aus Harn, Kot und Drüsensekreten verwendet, die für den dichten und lichtarmen Dschungel hervorragend geeignet sind. Territorialkämpfe zwischen den Männchen werden mit den langen Eckzähnen ausgetragen.

## Nahrung
Kleinkantschile sind in erster Linie Pflanzenfresser, die Blätter, Knospen und Früchte zu sich nehmen. In Zoos fressen sie auch Insekten; inwieweit diese auch in freier Natur zu ihrer Nahrung gehören, ist nicht bekannt.

## Fortpflanzung
Die Weibchen paaren sich oft schon ein paar Stunden, nachdem sie ihre Jungen zur Welt gebracht haben, erneut und können so nahezu ihr gesamtes erwachsenes Leben trächtig verbringen. Nach rund 140-tägiger Tragzeit bringt das Weibchen ein, seltener zwei Jungtiere zur Welt, die an vier Zitzen gesäugt werden. Jungtiere sind Nestflüchter und können schon 30 Minuten nach der Geburt gehen. Nach rund 10 bis 13 Wochen werden sie entwöhnt und mit rund 5 bis 6 Monaten geschlechtsreif. Das Höchstalter beträgt 12 Jahre.

## Kleinkantschile und Menschen
In südostasiatischen Märchen gelten Kantschile als gewiefte Tiere, denen ähnliche Eigenschaften wie in Mitteleuropa dem Rotfuchs (Reineke Fuchs) zugesprochen werden. Vielerorts wird das Fleisch dieser Tiere gegessen, sie gelten auch als leicht zu zähmen und werden manchmal zu Haustieren gemacht. Die Hauptbedrohung stellt aber die fortschreitende Rodung der Wälder dar. Die IUCN listet die Art als gering gefährdet.